# Tall-Poppy-Syndrom
Das Tall-Poppy-Syndrom ist ein Phänomen, bei dem Menschen andere Menschen kritisieren, herabwürdigen oder sabotieren, die in einem oder mehreren Aspekten des Lebens, insbesondere in ihrer beruflichen oder finanziellen Situation, bemerkenswerte Erfolge erzielt haben. Es beschreibt eine Tendenz zur Mittelmäßigkeit und Konformität.
Der Begriff wird vor allem in Australien und Neuseeland verwendet. Er leitet sich vom idiomatischen Ausdruck „cutting down the tallest poppy“ (deutsch: „Die größte Mohnblume abschneiden“) ab und soll auf den griechischen Philosophen Aristoteles zurückgehen, der für die Mohnblumenzucht empfohlen haben soll, die größten Mohnblumen zurückzuschneiden, damit alle in gleicher Größe heranwachsen können.